# 中国驻塞尔维亚大使馆
中华人民共和国驻塞尔维亚共和国大使馆 ，简称中国驻塞尔维亚大使馆，是中华人民共和国派驻于塞尔维亚共和国首都贝尔格莱德的外交代表機構。

## 历史
中国驻塞尔维亚大使馆的历史可追溯到1955年中华人民共和国与南斯拉夫联邦人民共和国建交，两国建交后均在对方国家首都建立大使馆，并互派大使，中国驻南斯拉夫首任大使由原任外交部副部长的伍修权担任。中国驻南斯拉夫大使馆政务参赞周秋野以使馆代办的身份于1955年4月13日赴南，负责建馆的具体筹备工作，伍修权于5月24日赴南，5月26日上午向铁托总统递交国书。1958年中南再次交恶后，南斯拉夫国家安全部门曾于1967年初派出秘密警察冲击大使馆。
大使馆的办公地点原是南斯拉夫高级官员住的一幢带有大理石柱子的三层洋房，大使官邸原是首任南斯拉夫驻华大使米伦蒂耶·波波维奇的官邸。
南斯拉夫当地时间1999年5月7日23时45分，北京时间5月8日凌晨，作为北约轰炸南斯拉夫的一部分，一架从美国本土起飞的B-2轰炸机发射了5枚联合直接攻击弹药，击中了位于贝尔格莱德新贝尔格莱德樱花路3号的中国驻南斯拉夫大使馆，当场炸死来自新华社的邵云环、《光明日报》社的许杏虎和朱颖三名中国记者，炸伤使馆工作人员二十多名，馆舍尽毁，是為五八事件。五八事件后，中国驻南大使馆人员一直租用一些场所分散办公。
2004年，中国政府与塞尔维亚和黑山政府就中国大使馆馆舍问题签署协议，中方将被炸使馆旧址及其使用权移交给塞黑，塞黑无偿向中国提供建设新馆舍的建设用地。2008年5月7日，五八事件九周年之际，新使馆在贝尔格莱德使馆区举行奠基仪式。2010年7月15日，中国驻塞尔维亚大使馆举行新馆舍竣工仪式，正在塞尔维亚进行访问的中国全国人大常委会委员长吴邦国出席活动并剪彩。2010年年底，被炸的旧馆被贝尔格莱德市政府拆除，在原址保留有一块市政府立的纪念牌，2017年7月开始建设贝尔格莱德中国文化中心。

## 机构地址
中国驻塞尔维亚大使馆设置下列机构：
| 机构   | 地址（塞尔维亚语） | 地址（中文）                         |
| ------ | ------------------ | ------------------------------------ |
| 大使馆 |                    | 贝尔格莱德市乌日策大街25号           |
| 武官处 |                    | 贝尔格莱德市乌日策大街25号           |
| 经商处 |                    | 贝尔格莱德市约万纳·达尼恰大街1号     |
| 文教处 |                    | 贝尔格莱德市乌日策大街25号           |
| 领侨处 |                    | 贝尔格莱德市奥古斯塔采萨尔察大街2号V |

## 备注
1. ↑  又称中国驻南联盟大使馆。南联盟指南斯拉夫联盟共和国，是多个加盟国退出南联邦后，剩下的塞尔维亚和黑山两个加盟国于1992年组建
2. ↑  2003年2月4日，南斯拉夫联盟共和国重组并改名为“塞尔维亚和黑山”
3. ↑  2006年，塞尔维亚和黑山国家联盟解体